# 10e étape du Tour de France 2013
Pour un article plus général, voir Tour de France 2013.
La 10e étape du Tour de France 2013 s'est déroulée le mardi 9 juillet 2013. Elle part de Saint-Gildas-des-Bois et arrive à Saint-Malo.

## Parcours
Cette étape bretonne, longue de 197 km, traverse quatre départements : la Loire-Atlantique, le Morbihan, les Côtes-d'Armor et l'Ille-et-Vilaine. Après un sprint au Hinglé, le peloton fait l'ascension de la seule côte comptant pour le classement de meilleur grimpeur, la côte de Dinan.

## Déroulement de la course

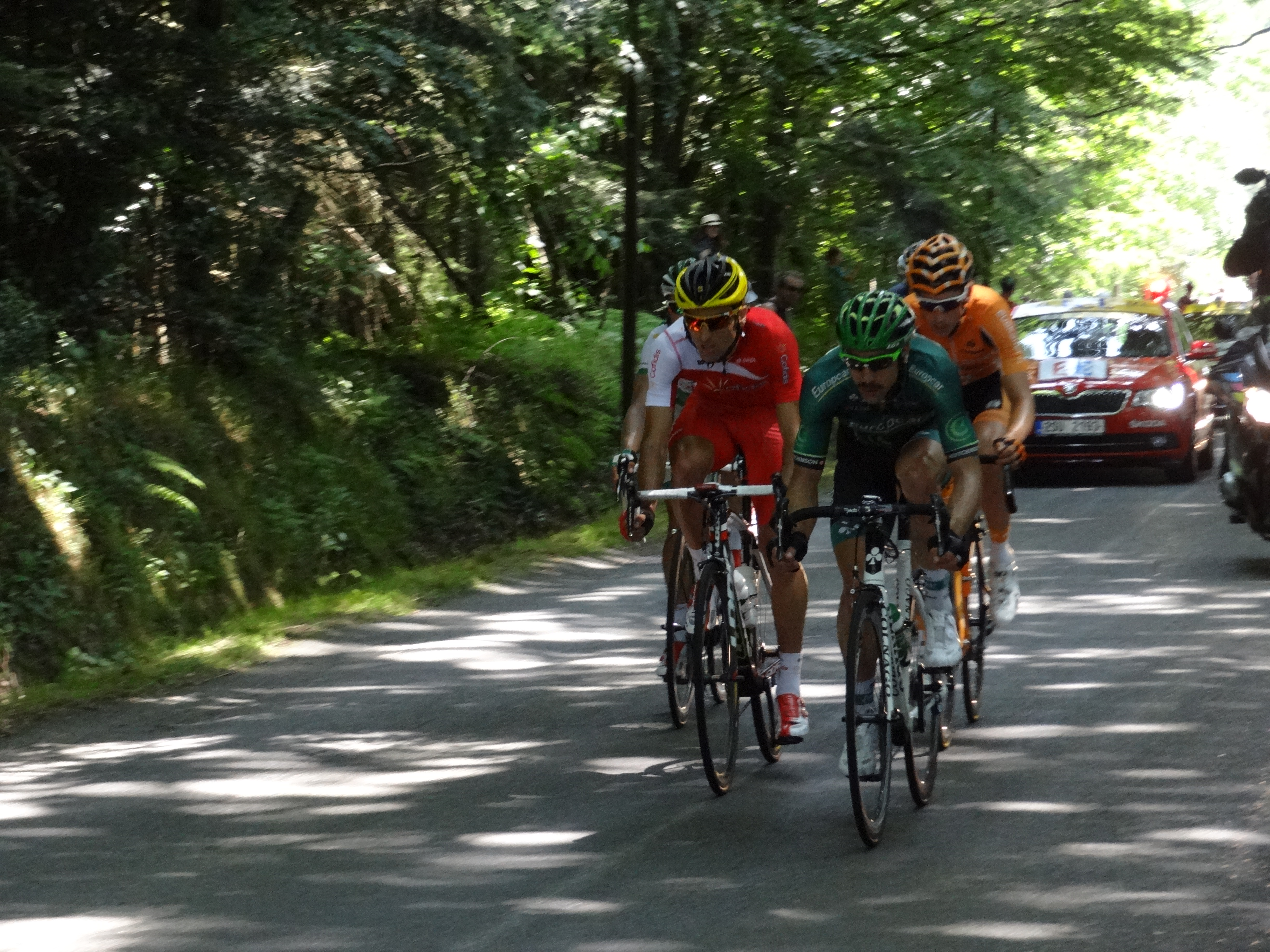
Passage du groupe de tête à Paimpont.

Dès les premiers kilomètres de l'étape, Julien Simon (Sojasun) passe à l'attaque suivi de Jérôme Cousin (Europcar), Lieuwe Westra (Vacansoleil-DCM), Luis Ángel Maté (Cofidis) et Juan José Oroz (Euskaltel Euskadi). L'écart maximal sur le peloton va être aux alentours de 5 minutes, les équipes de sprinters contrôlant les échappés. L'Espagnol Luis Ángel Maté va passer le premier le sprint intermédiaire à Hinglé, le néerlandais Lieuwe Westra franchissant en tête la côte de Dinan, classé en 4e catégorie.
Les échappées sont rejoints à 7 km de l'arrivée. L'étape se termine par un sprint massif marqué par un accrochage entre Mark Cavendish (Omega Pharma-Quick Step) et Tom Veelers (Argos-Shimano), provoquant la chute de ce dernier. C'est l'Allemand Marcel Kittel (Argos-Shimano) qui l'emporte devant son compatriote André Greipel (Lotto-Belisol) et Cavendish. Christopher Froome (Sky) conserve le maillot jaune.

## Résultats

### Classement de l'étape
| Classement de la 10e étape | Classement de la 10e étape | Classement de la 10e étape | Classement de la 10e étape | Classement de la 10e étape |
|                            | Coureur                    | Pays                       | Équipe                     | Temps                      |
| -------------------------- | -------------------------- | -------------------------- | -------------------------- | -------------------------- |
| 1er                        | Marcel Kittel              | Allemagne                  | Argos-Shimano              | en 4 h 53 min 25 s         |
| 2e                         | André Greipel              | Allemagne                  | Lotto-Belisol              | m.t                        |
| 3e                         | Mark Cavendish             | Royaume-Uni                | Omega Pharma-Quick Step    | m.t                        |
| 4e                         | Peter Sagan                | Slovaquie                  | Cannondale                 | m.t                        |
| 5e                         | William Bonnet             | France                     | FDJ.fr                     | m.t                        |
| 6e                         | Alexander Kristoff         | Norvège                    | Katusha                    | m.t                        |
| 7e                         | Samuel Dumoulin            | France                     | AG2R La Mondiale           | m.t                        |
| 8e                         | Kévin Réza                 | France                     | Europcar                   | m.t                        |
| 9e                         | Danny van Poppel           | Pays-Bas                   | Vacansoleil-DCM            | m.t                        |
| 10e                        | José Joaquín Rojas         | Espagne                    | Movistar                   | m.t                        |
| modifier                   |                            |                            |                            |                            |

### Points attribués
| Sprint intermédiaire du Hinglé (km 127,5) | Sprint intermédiaire du Hinglé (km 127,5) | Sprint intermédiaire du Hinglé (km 127,5) | Sprint intermédiaire du Hinglé (km 127,5) | Sprint intermédiaire du Hinglé (km 127,5) |
| ----------------------------------------- | ----------------------------------------- | ----------------------------------------- | ----------------------------------------- | ----------------------------------------- |
|                                           | Coureur                                   | Pays                                      | Équipe                                    | Point(s)                                  |
| 1er                                       | Luis Ángel Maté                           | Espagne                                   | Cofidis                                   | 20                                        |
| 2e                                        | Lieuwe Westra                             | Pays-Bas                                  | Vacansoleil-DCM                           | 17                                        |
| 3e                                        | Julien Simon                              | France                                    | Sojasun                                   | 15                                        |
| 4e                                        | Jérôme Cousin                             | France                                    | Europcar                                  | 13                                        |
| 5e                                        | Juan José Oroz                            | Espagne                                   | Euskaltel Euskadi                         | 11                                        |
| 6e                                        | André Greipel                             | Allemagne                                 | Lotto-Belisol                             | 10                                        |
| 7e                                        | Peter Sagan                               | Slovaquie                                 | Cannondale                                | 9                                         |
| 8e                                        | Mark Cavendish                            | Royaume-Uni                               | Omega Pharma-Quick Step                   | 8                                         |
| 9e                                        | Juan Antonio Flecha                       | Espagne                                   | Vacansoleil-DCM                           | 7                                         |
| 10e                                       | José Joaquín Rojas                        | Espagne                                   | Movistar                                  | 6                                         |
| 11e                                       | Fabio Sabatini                            | Italie                                    | Cannondale                                | 5                                         |
| 12e                                       | Maciej Bodnar                             | Pologne                                   | Cannondale                                | 4                                         |
| 13e                                       | Thomas De Gendt                           | Belgique                                  | Vacansoleil-DCM                           | 3                                         |
| 14e                                       | Sylvain Chavanel                          | France                                    | Omega Pharma-Quick Step                   | 2                                         |
| 15e                                       | Ian Stannard                              | Royaume-Uni                               | Sky                                       | 1                                         |
| modifier                                  |                                           |                                           |                                           |                                           |

| Classement de l'étape | Classement de l'étape | Classement de l'étape | Classement de l'étape   | Classement de l'étape |
| --------------------- | --------------------- | --------------------- | ----------------------- | --------------------- |
|                       | Coureur               | Pays                  | Équipe                  | Point(s)              |
| 1er                   | Marcel Kittel         | Allemagne             | Argos-Shimano           | 45                    |
| 2e                    | André Greipel         | Allemagne             | Lotto-Belisol           | 35                    |
| 3e                    | Mark Cavendish        | Royaume-Uni           | Omega Pharma-Quick Step | 30                    |
| 4e                    | Peter Sagan           | Slovaquie             | Cannondale              | 26                    |
| 5e                    | William Bonnet        | France                | FDJ.fr                  | 22                    |
| 6e                    | Alexander Kristoff    | Norvège               | Katusha                 | 20                    |
| 7e                    | Samuel Dumoulin       | France                | AG2R La Mondiale        | 18                    |
| 8e                    | Kévin Réza            | France                | Europcar                | 16                    |
| 9e                    | Danny van Poppel      | Pays-Bas              | Vacansoleil-DCM         | 14                    |
| 10e                   | José Joaquín Rojas    | Espagne               | Movistar                | 12                    |
| 11e                   | Matthew Goss          | Australie             | Orica-GreenEDGE         | 10                    |
| 12e                   | Gregory Henderson     | Nouvelle-Zélande      | Lotto-Belisol           | 8                     |
| 13e                   | Yohann Gène           | France                | Europcar                | 6                     |
| 14e                   | Cyril Lemoine         | France                | Sojasun                 | 4                     |
| 15e                   | Juan Antonio Flecha   | Espagne               | Vacansoleil-DCM         | 2                     |
| modifier              |                       |                       |                         |                       |

### Cols et côtes
| \| Côte de Dinan (km 142) 4e catégorie \| Côte de Dinan (km 142) 4e catégorie \| Côte de Dinan (km 142) 4e catégorie \| Côte de Dinan (km 142) 4e catégorie \| Côte de Dinan (km 142) 4e catégorie \| \| ----------------------------------- \| ----------------------------------- \| ----------------------------------- \| ----------------------------------- \| ----------------------------------- \| \| \| Coureur \| Pays \| Équipe \| Point(s) \| \| 1er \| Lieuwe Westra \| Pays-Bas \| Vacansoleil-DCM \| 1 \| \| modifier \| \| \| \| \| |               |          |                 |          |
| Côte de Dinan (km 142) 4e catégorie |               |          |                 |          |
| | Coureur       | Pays     | Équipe          | Point(s) |
| 1er | Lieuwe Westra | Pays-Bas | Vacansoleil-DCM | 1        |
| modifier |               |          |                 |          |

## Classements à l'issue de l'étape

### Classement général
| Classement général | Classement général | Classement général | Classement général | Classement général  |
|                    | Coureur            | Pays               | Équipe             | Temps               |
| ------------------ | ------------------ | ------------------ | ------------------ | ------------------- |
| 1er                | Christopher Froome | Royaume-Uni        | Sky                | en 41 h 52 min 43 s |
| 2e                 | Alejandro Valverde | Espagne            | Movistar           | + 1 min 25 s        |
| 3e                 | Bauke Mollema      | Pays-Bas           | Belkin             | + 1 min 44 s        |
| 4e                 | Laurens ten Dam    | Pays-Bas           | Belkin             | + 1 min 50 s        |
| 5e                 | Roman Kreuziger    | Tchéquie           | Saxo-Tinkoff       | + 1 min 51 s        |
| 6e                 | Alberto Contador   | Espagne            | Saxo-Tinkoff       | + 1 min 51 s        |
| 7e                 | Nairo Quintana     | Colombie           | Movistar           | + 2 min 2 s         |
| 8e                 | Daniel Martin      | Irlande            | Garmin-Sharp       | + 2 min 28 s        |
| 9e                 | Joaquim Rodríguez  | Espagne            | Katusha            | + 2 min 31 s        |
| 10e                | Rui Costa          | Portugal           | Movistar           | + 2 min 45 s        |
| modifier           |                    |                    |                    |                     |

### Classement par points
| Classement par points | Classement par points | Classement par points | Classement par points   | Classement par points |
| --------------------- | --------------------- | --------------------- | ----------------------- | --------------------- |
|                       | Coureur               | Pays                  | Équipe                  | Point(s)              |
| 1er                   | Peter Sagan           | Slovaquie             | Cannondale              | 269 points            |
| 2e                    | André Greipel         | Allemagne             | Lotto-Belisol           | 186 pts               |
| 3e                    | Mark Cavendish        | Royaume-Uni           | Omega Pharma-Quick Step | 166 pts               |
| modifier              |                       |                       |                         |                       |

### Classement du meilleur grimpeur
| Classement du meilleur grimpeur | Classement du meilleur grimpeur | Classement du meilleur grimpeur | Classement du meilleur grimpeur | Classement du meilleur grimpeur |
| ------------------------------- | ------------------------------- | ------------------------------- | ------------------------------- | ------------------------------- |
|                                 | Coureur                         | Pays                            | Équipe                          | Point(s)                        |
| 1er                             | Pierre Rolland                  | France                          | Europcar                        | 49 points                       |
| 2e                              | Christopher Froome              | Royaume-Uni                     | Sky                             | 33 pts                          |
| 3e                              | Richie Porte                    | Australie                       | Sky                             | 28 pts                          |
| modifier                        |                                 |                                 |                                 |                                 |

### Classement du meilleur jeune
| Classement général du meilleur jeune | Classement général du meilleur jeune | Classement général du meilleur jeune | Classement général du meilleur jeune | Classement général du meilleur jeune |
|                                      | Coureur                              | Pays                                 | Équipe                               | Temps                                |
| ------------------------------------ | ------------------------------------ | ------------------------------------ | ------------------------------------ | ------------------------------------ |
| 1er                                  | Nairo Quintana                       | Colombie                             | Movistar                             | en 41 h 54 min 45 s                  |
| 2e                                   | Michał Kwiatkowski                   | Pologne                              | Omega Pharma-Quick Step              | + 1 min 23 s                         |
| 3e                                   | Romain Bardet                        | France                               | AG2R La Mondiale                     | + 5 min 7 s                          |
| modifier                             |                                      |                                      |                                      |                                      |

### Classement par équipes
| Classement par équipes | Classement par équipes | Classement par équipes | Classement par équipes |
|                        | Équipe                 | Pays                   | Temps                  |
| ---------------------- | ---------------------- | ---------------------- | ---------------------- |
| 1re                    | Movistar               | Espagne                | en 124 h 51 min 44 s   |
| 2e                     | Saxo-Tinkoff           | Danemark               | + 4 min 11 s           |
| 3e                     | Belkin                 | Pays-Bas               | + 5 min 22 s           |
| modifier               |                        |                        |                        |